# Sebastian Manhart
Sebastian Manhart (* 4. Juli 1975 in Salzburg) ist ein ehemaliger österreichischer Handballspieler.

## Karriere
Der 1,84 Meter große Außenspieler hat seine gesamte Karriere für Bregenz Handball gespielt. Mit den Vorarlbergern konnte er viermal die österreichische Meisterschaft und dreimal den Österreichischen Pokal gewinnen. Von 2002 bis 2005 war er Mannschaftskapitän.
Mit Bregenz spielte er 32-mal im Europacup. In den Saisonen 2000/01 und 2001/02 stand er im Kader der österreichischen Nationalmannschaft.

## Berufliches
Ein Jahr nach seinem Karriereende 2005 arbeitete der Jurist und Betriebswirt als Teammanager und Büroleiter bei Bregenz Handball (Juni 2006 bis Juni 2008). Seit März 2013 leitet er das Olympiazentrum Vorarlberg (Sportservice Vorarlberg).

## Persönliches
Sein Urgroßvater war der Ski-Pionier Sepp Bildstein. Der zweite Ehemann seiner Großmutter war der Bergsteiger und Kartograph Erwin Schneider.

## Erfolge
- 4 × Österreichischer Meister (mit Bregenz Handball)
- 3 × österreichischer Cup (mit Bregenz Handball)
- 32 × Europacup (56 Tore)
- 359 Tore in der österreichischen Meisterschaft
- 19 Länderspiele (9 Tore)